# Mira Furlan
Mira Furlan (Zagreb, 7 de setembro de 1955 – Los Angeles, 20 de janeiro de 2021) foi uma atriz de teatro, cinema e TV e cantora croata.
É mundialmente conhecida por seus papéis na televisão. Em Babylon 5, de 1993 a 1998, Mira interpretou a embaixadora Delenn, dos Minbari e na série Lost, interpretou a personagem Danielle Rousseau de 2004 a 2010.
Em 1982, recebeu o prêmio de melhor atriz coadjuvante no Festival de Cinema de Pula pela atuação em Kiklop. Em 1986, foi agraciada novamente no festival, dessa vez como melhor atriz em Lepota poroka.

## Biografia
Mira nasceu na cidade de Zagreb, hoje na Croácia, em 1955. Sua família era composta por vários professores universitários e ela viveu cercada por livros e pela arte. Sua mãe era judia e seu pai era esloveno. Fã de rock desde criança, começou a se interessa pela carreira artística ainda na adolescência. Mira se formou na Academia de Artes Dramáticas de Zagreb e com um bacharelado em Belas Artes, com ênfase em teatro. Ao mesmo tempo, teve aulas de idiomas na universidade, sendo fluente em inglês, alemão e também francês.

## Carreira

### Atuação
Mira se tornou membro do Teatro Nacional da Crácia, em Zagreb e apareceu em várias produções da televisão e do cinema em seu país. Em When Father Was Away on Business, ela interpretou Ankica Vidmar, pelo qual ganhou a Palma de Ouro do Festival de Cannes de 1985 e foi indicada ao Oscar da Academia por Melhor Filme Estrangeiro. Na década de 1980, atuou no teatro de Zagreb e também em Belgrado.
Em 1991, Mira emigrou para os Estados Unidos devido à tensão política na antiga Iugoslávia. Em 1992, tornou-se membro do Actors Studio e morava em Nova Iorque. No mesmo ano, seus contatos no teatro a ajudaram a conseguir a permissão necessária para trabalhar no país, onde ela atuou na peça Yerma.
Mira dividiu seu tempo nos teatros de Nova Iorque e Los Angeles até conseguir o papel de embaixadora Delenn, dos Minbari, na série de televisão Babylon 5, Mira atuou em todas as temporadas e nos dois filmes seguintes. Entre 2004 e 2010, Mira interpretou Danielle Rousseau, em Lost. Em 2009, atuou no episódio "South By Southwest", da série NCIS. Em 2002, retornou à Croácia para atuar na peça clássica de Eurípides, Medeia, uma montagem de Rade Šerbedžija.

### Música
Na década de 1980, Mira foi a vocalista de uma banda chamada Le Cinema, uma banda derivada de outra, chamada Film. Em 1998, ela lançou o álbum, Songs From Movies That Have Never Been Made.

## Vida pessoal
Mira era casada com o diretor sérvio Goran Gajić. Eles se conheceram quando Goran dirigiu um episódio de Babylon 5. O casal trabalharia juntos em várias peças de teatro, incluindo uma produção de Sófocles, Antígona. Mira foi integrante do movimento feminista da Iugoslávia nos anos 1980. Seu único filho, Marko, nasceu em 1998.

## Morte
Mira Furlan morreu em 20 de janeiro de 2021, aos 65 anos, em sua casa em Los Angeles. Segundo seu agente, Chris Roe, ela morreu devido a complicações desencadeadas pelo vírus do Nilo Ocidental.
Após sua morte, o diretor teatral Ivica Buljan, do Teatro Nacional da Croácia, pediu desculpas em nome do teatro pelo tratamento que Furlan recebeu na década de 1990. Uma semana depois, o jornal croata Globus, fez um pedido foram de desculpas a Furlan pela publicação de três matérias atacando a atriz em 1992, o que acabou influenciando a visão que o público crota tinha da atriz. O jornal expôs fatos pessoais da família, listou ex-namorados e falou até mesmo de sua saúde mental. Os ataques a fizeram perder o emprego e seu apartamento em Zagreb, forçando-a a emigrar para os Estados Unidos.